# Robert Halfon

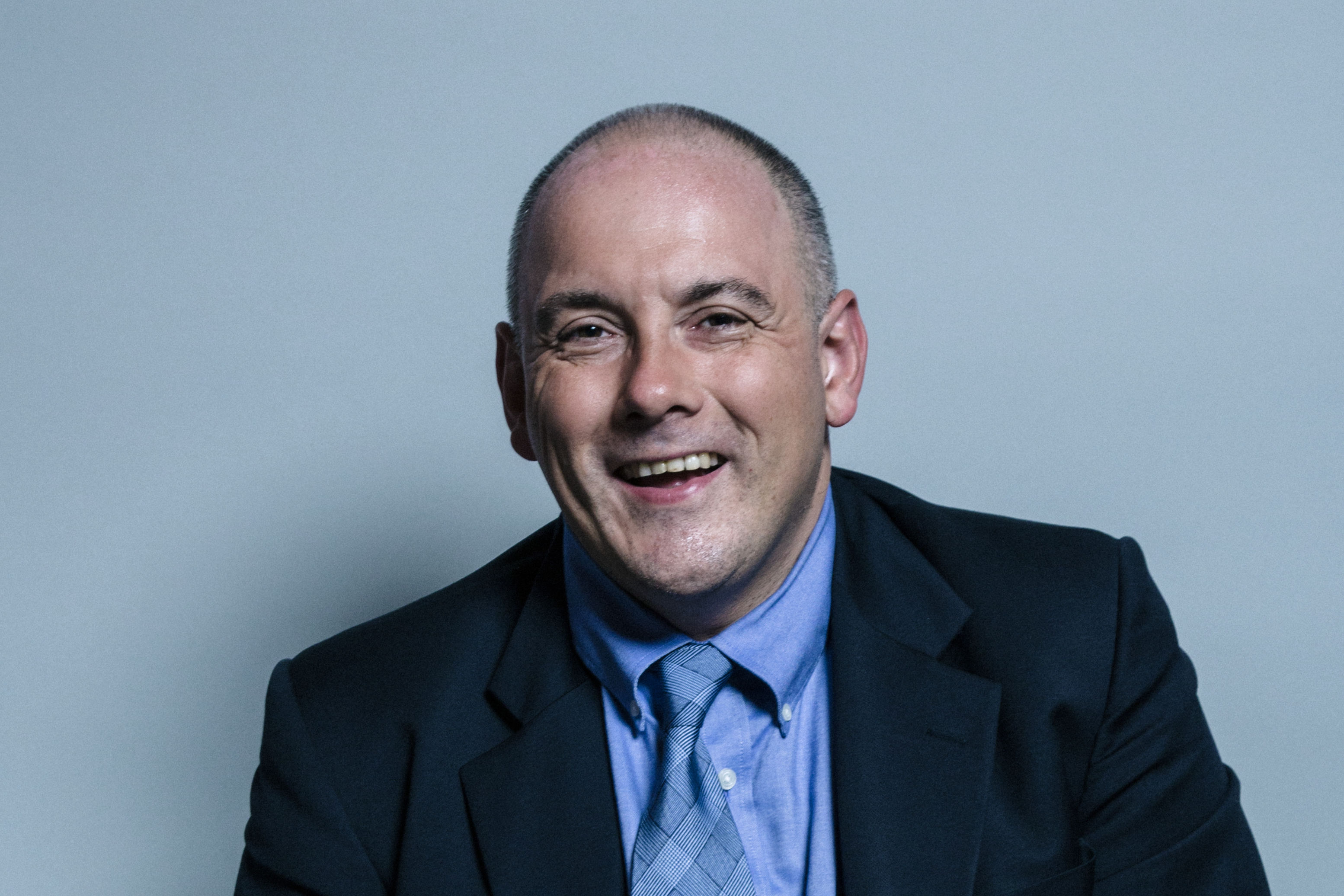
Robert Halfon

Robert Halfon, PC (* 22. März 1969 in Westminister, London) ist ein britischer Politiker der Conservative Party, der unter anderem seit 2010 Abgeordneter des Unterhauses (House of Commons) sowie von 2015 bis 2016 im Kabinett Cameron II Minister ohne Geschäftsbereich im Kabinettsamt (Minister without Portfolio at the Cabinet Office) war. Er war von 2016 bis 2017 im Kabinett May I Staatsminister im Bildungsministerium mit der Zuständigkeit für Ausbildungen und Fähigkeiten (Minister of State at the Department for Education (Apprenticeships and Skills)) und bekleidet seit 2022 im Kabinett Sunak das Amt als Staatsminister im Bildungsministerium mit der Verantwortlichkeit für Ausbildungen, Fähigkeiten und höhere Bildung.

## Leben
Robert Halfon, Sohn eines libyschen Juden und einer Aschkenasim, begann nach dem Besuch der Highgate School zunächst ein Studium der Politikwissenschaften an der Universität Exeter, welches er mit einem Bachelor of Arts (B.A. Political Science) beendete. Ein dortiges postgraduales Studium der Fächer Slawistik und Russland-Politik schloss er mit einem Master of Arts (M.A.) ab. Er war in der Folgezeit unter anderem Wissenschaftlicher Mitarbeiter der konservativen Unterhausabgeordneten Harold Elletson, Michael Fabricant und Oliver Letwin. Bei der Unterhauswahl am 7. Juni 2001 und der Unterhauswahl am 5. Mai 2005 kandidierte er im Wahlkreis Harlow für die Conservative Party für ein Mandat im Unterhaus, unterlag allerdings jeweils dem Labour-Party-Politiker Bill Rammell.
Halfon konnte sich bei den Unterhauswahlen am 6. Mai 2010 im Wahlkreis Harlow gegen Bill Rammell durchsetzen und wurde erstmals Abgeordneter des Unterhauses (House of Commons). Bei den Wahlen am 7. Mai 2015, am 8. Juni 2017 und am 12. Dezember 2019 wurde er jeweils wiedergewählt. Zu Beginn seiner Parlamentszugehörigkeit war er vom 12. Juli 2010 bis am 12. Mai 2014 Mitglied des Ausschusses für öffentliche Verwaltung (Public Administration Committee). Er war außerdem Co-Vorsitzender und dann stellvertretender Vorsitzender der parteiübergreifenden parlamentarischen Kompetenzgruppe für Weiterbildung, Kompetenzen und lebenslanges Lernen. Im Kabinett Cameron II bekleidete er vom 8. Mai 2015 bis zum 17. Juli 2016 das Amt als Minister ohne Geschäftsbereich im Kabinettsamt (Minister without Portfolio at the Cabinet Office) und wurde als solcher außerdem am 14. Mai 2015 Mitglied des Privy Council. Zugleich fungierte er als Nachfolger von Sarah Newton vom 11. Mai 2015 bis zu seiner Ablösung durch Anthea McIntyre am 17. Juli 2016 als stellvertretender Vorsitzender der Conservative Party (Deputy Chairman of the Conservative Party). Im darauf folgenden Kabinett May I fungierte er vom 17. Juli 2016 bis am 12. Juni 2017 als Staatsminister im Bildungsministerium und war dort zuständig für Ausbildungen und Fähigkeiten (Minister of State at the Department for Education (Apprenticeships and Skills)).
Nach dem Ausscheiden aus der Regierung war Robert Halfon vom 12. Juli 2017 bis am 6. November 2019 Vorsitzender des Bildungsausschusses (Education Committee) des Unterhauses. Zugleich vom 6. November 2017 bis zum 6. November 2019 Mitglied des Verbindungsausschusses (Liaison Committee) sowie vom 13. Februar bis am 6. November 2019 auch Mitglied des Unterausschusses des Verbindungsausschusses für die Wirksamkeit und den Einfluss des engeren Ausschusssystems. Er fungierte vom 27. Januar 2020 bis zum 27. Oktober 2022 abermals als Vorsitzender des Bildungsausschusses und war zudem vom 20. Mai 2020 bis am 27. Oktober 2022 auch wieder Mitglied des Verbindungsausschusses. Im Kabinett Sunak übernahm er am 26. Oktober 2022 das Amt als Staatsminister im Bildungsministerium mit der Verantwortlichkeit für Ausbildungen, Fähigkeiten und höhere Bildung (Minister of State, Department for Education (Minister for Skills, Apprenticeships and Higher Education)).